# Буюк Сулейман-паша
Буюк Сулейман-паша I (*араб. سليمان الكبير, осман. سليمان پاشا الكبير, груз. სულეიმან ბუიუქი; бл. 1722 — 1802) — 8-й правитель Мамлюцького Ірака в 1780—1802 роках. Прізвисько Буюк з турецької мови перекладається як «Великий». В арабському варіанті відомий як Сулейман-паша аль-Кабір.

## Життєпис

### Кар'єра
Походив з Картлі або Кахетії. Дитиною був схоплений та проданий у рабство до Мухаммада-Ефенді-бека, намісника Мардіну. Опинивсяу Багдаді, згодом став один з кюлеменів (багдадських мамлюків), зрештою увійшовши до так званною «грузинської гвардії». 1765 року стає намісником (агою) Басри.
Десь у 1770-х роках призначається валі Мосульського еялету. 1776 року за наказом османського султана Абдул-Гаміда I спільно з Абдуллою-пашою, валі Діярбакіра, і Мустафою-пашою, валі Ракки, виступив проти Омар-паши, правителя Іраку, який на той час зазнав поразок від персів й стикнувся з внутрішніми заворушеннями. Останнього взято було в облогу в Багдаді, де при спробі втечі Омар-паша загинув.
Невдовзі вступив у протиріччя з багдадським валі Мустафою-пашою, що побоювався впливу Сулейман-паши серед кюлеменів. Тому його було позбавлено посад і відправлено у вигнання. Лише у 1778 році новий валі Гасан-паша повернув Сулеймана до Багдаду. Відзначився під час облоги Басри. Про участь у заколоті 1779 року проти Гасан-паши відомості суперечливі.

### Правитель Іраку
Втім у листопаді фактично опанував Багдадом. 1780 року підтверджений султаном на посадах очільника Багдадського, Басорського і Шаразорського еялетів.
Спочатку придушив заколот Мухаммеда аль-Аджамі в долині річки Діяла. За цим приборкав арабських клан хазаельв центральній частині Іраку. До 1782 року переміг курдів на чолі із кланом Бабан, очільник якого Махмуд-паша втік до Персії. Для зміцнення свого становища в Курдистані 1784 року заснував фортецю Сулейманію. також приборкав південні бедуїнські племена.
Відновив школу для хлопчаків-невільників, переважно грузинського походження. Зрештою мамлюки-грузини знову стали провідною військовою силою в Іраку. Багдад було розчищено, будувалися арсенали, реставрувалися мечеті, медресе, базари і караван-сараї, зводились нові мости через Тигр і Євфрат, здійснювалися масштабні відновлювальні та іригаційні роботи. Наказав спорудити мечеть Мурджан, відремонтував мечеті аль-Кабланія, аль-Хафіза і аль-Фадл, звести ринок Аль-Сараджін, фортеці Мандалі і Аль-Зубайра біля Басри, Ель-Амара, в Ель-Куті, розширив будівлю школи Аль-Мурджанія, побудував палац у районі Аль-Айвадія на березі річки Тигр.
Заохочував торгівлю річками Тигр і Євфрату. Сприяв відновленню факторії Британської Ост-Індської компанії в Басрі, завдяки чому збільшилися надходження до скарбниці. Завдяки цим зусиллям Багдад перетворився на великий посередницький торгівельний центр на шляху з Індії через Басру до Алеппо, Дамаску і Мосулу.
1786 року потужна посуха спричинило голод, що викликало потужне повстання. Але мамлюки його придушили того ж року. 1791 року заснував науковий заклад Школа Сулейманія в Багдаді.
1794 року переміг та стратив Аль-Шаві-бея, шейха племені убайд. За цим приборкав племена мунтафік і хузаа. 1796 року почалася війна з Дірійським еміратом, який захопив Лахсу. Війська паши діяли разом з Абдаллахом I ас-Сабахом, шейхом Кувейту.
З кінця 1790-х років через постійні хвороби вирішив створити умови для спокійного спадкування. Тому утворив диван, на чолі якого поставив свого зятя Хафіза-Алі.
1801 року війська Дірійського емірату якого атакували Ірак. 1802 року ворог захопив і пограбував Кербелу. У відповідь багдадський правитель відправив війська в область Ель-Касим підтримавши клан Абу-Улаян. В цей час помер Сулейман-паша. Йому спадкував Хафіз-Алі-паша.